# 敖鲁古雅鄂温克民族乡
敖鲁古雅鄂温克民族乡是中华人民共和国内蒙古自治区呼伦贝尔市根河市下辖的一个民族乡。敖鲁古雅來自於鄂温克语，意为“杨树茂盛的地方”。生活在當地的鄂温克人以馴鹿為生。

## 行政区划
敖鲁古雅鄂温克民族乡下辖以下村级行政区划单位：
敖鲁古雅社区。